# Edson Minga
Edson Dico Minga (Brazzaville, 31 maggio 1979) è un allenatore di calcio ed ex calciatore congolese (Repubblica del Congo), di ruolo attaccante.

## Carriera

### Club
Ha giocato nella massima serie gabonese, in quella sudafricana, in quella indiana ed in quella hongkonghese.

### Nazionale
Tra il 1999 e il 2008 ha giocato 11 partite con la nazionale congolese, realizzandovi anche due reti.

## Statistiche

### Cronologia presenze e reti in nazionale
| Cronologia completa delle presenze e delle reti in nazionale ― Rep. del Congo | Cronologia completa delle presenze e delle reti in nazionale ― Rep. del Congo | Cronologia completa delle presenze e delle reti in nazionale ― Rep. del Congo | Cronologia completa delle presenze e delle reti in nazionale ― Rep. del Congo | Cronologia completa delle presenze e delle reti in nazionale ― Rep. del Congo | Cronologia completa delle presenze e delle reti in nazionale ― Rep. del Congo | Cronologia completa delle presenze e delle reti in nazionale ― Rep. del Congo | Cronologia completa delle presenze e delle reti in nazionale ― Rep. del Congo |
| Data                                                                          | Città                                                                         | In casa                                                                       | Risultato                                                                     | Ospiti                                                                        | Competizione                                                                  | Reti                                                                          | Note                                                                          |
| ----------------------------------------------------------------------------- | ----------------------------------------------------------------------------- | ----------------------------------------------------------------------------- | ----------------------------------------------------------------------------- | ----------------------------------------------------------------------------- | ----------------------------------------------------------------------------- | ----------------------------------------------------------------------------- | ----------------------------------------------------------------------------- |
| 10-11-1999                                                                    | Libreville                                                                    | Rep. del Congo                                                                | 2 – 1                                                                         | Guinea Equatoriale                                                            | Amichevole                                                                    | -                                                                             | 46’                                                                           |
| 13-11-1999                                                                    | Libreville                                                                    | Gabon                                                                         | 0 – 0                                                                         | Rep. del Congo                                                                | Amichevole                                                                    | -                                                                             |                                                                               |
| 22-4-2001                                                                     | Abidjan                                                                       | Costa d'Avorio                                                                | 2 – 0                                                                         | Rep. del Congo                                                                | Qual. Mondiali 2002                                                           | -                                                                             |                                                                               |
| 28-4-2001                                                                     | Pointe-Noire                                                                  | Rep. del Congo                                                                | 2 – 0                                                                         | Madagascar                                                                    | Qual. Mondiali 2002                                                           | 1                                                                             |                                                                               |
| 6-5-2001                                                                      | Pointe-Noire                                                                  | Rep. del Congo                                                                | 1 – 1                                                                         | RD del Congo                                                                  | Qual. Mondiali 2002                                                           | -                                                                             |                                                                               |
| 1-7-2001                                                                      | Tunisi                                                                        | Tunisia                                                                       | 6 – 0                                                                         | Rep. del Congo                                                                | Qual. Mondiali 2002                                                           | -                                                                             |                                                                               |
| 15-7-2001                                                                     | Pointe-Noire                                                                  | Rep. del Congo                                                                | 1 – 1                                                                         | Costa d'Avorio                                                                | Qual. Mondiali 2002                                                           | -                                                                             |                                                                               |
| 29-7-2001                                                                     | Antananarivo                                                                  | Madagascar                                                                    | 1 – 0                                                                         | Rep. del Congo                                                                | Qual. Mondiali 2002                                                           | -                                                                             |                                                                               |
| 16-11-2003                                                                    | Freetown                                                                      | Sierra Leone                                                                  | 1 – 1                                                                         | Rep. del Congo                                                                | Qual. Mondiali 2006                                                           | -                                                                             | 85’                                                                           |
| 28-5-2007                                                                     | Brazzaville                                                                   | Rep. del Congo                                                                | 2 – 1                                                                         | RD del Congo                                                                  | Amichevole                                                                    | 1                                                                             |                                                                               |
| 14-6-2008                                                                     | N'Djamena                                                                     | Ciad                                                                          | 2 – 1                                                                         | Rep. del Congo                                                                | Qual. Mondiali 2010                                                           | -                                                                             | 78’                                                                           |
| Totale                                                                        |                                                                               | Presenze                                                                      | 11                                                                            |                                                                               | Reti                                                                          | 2                                                                             |                                                                               |